# Яків Свердлов (фільм)
«Яків Свердлов» — радянський чорно-білий художній біографічно-історичний фільм, знятий режисером Сергієм Юткевичем на кіностудії «Союздитфільм» в 1940 році.

## Сюжет
Про життя і діяльність третього (за офіційною радянською версією — першого) голову ВЦВК Я. М. Свердлова (1885—1919).

## У ролях
- Леонід Любашевський —  Яків Свердлов
- Максим Штраух —  Ленін
- Андро Кобаладзе —  Сталін  (в редакції 1965 року вилучений)
- Павло Кадочников —  Максим Горький / Льонька Сухов в молодості
- Василь Марков —  Фелікс Дзержинський
- Микола Крючков —  Трофімов
- Ірина Федотова —  Зіна, дружина Миронова
- Микола Горлов —  Костянтин Миронов
- Павло Шпрингфельд —  Олексій Сухов
- Олександр Гречаний —  Вотінов, «Комар»
- Володимир Владиславський —  Казимир Петрович, філер
- Микола Охлопков —  Федір Шаляпін
- Ксенія Тарасова —  Анисья, дружина Сухова
- Іван Назаров —  Аким
- Іван Любєзнов —  кримінальник
- Ігор Смирнов —  Льонька Сухов в дитинстві
- Сергій Філіппов —  матрос-есер
- Борис Тенін —  куплетист  (немає в титрах)
- Степан Каюков —  господар атракціону  (немає в титрах)
- Євген Гуров —  прокурор  (немає в титрах)
- Георгій Мілляр —  старий-крамар / учасник зборів  (немає в титрах)
- Костянтин Немоляєв —  чоловік на зборах  (немає в титрах)
- Костянтин Зубов —  епізод  (немає в титрах)
- Лев Потьомкін —  Герберт Слойц  (немає в титрах)
- Михайло Пуговкін —  робітник на зборах  (немає в титрах)
- Борис Блінов —  Железняк  (немає в титрах)
- Юрій Толубєєв —  Ізмайлов  (немає в титрах)

## Знімальна група
- Режисер:  Сергій Юткевич
- Сценарист:  Борис Левін,  Петро Павленко
- Композитор: Давид Блок
- Звукорежисер: Олексій Машистов
- Оператор: Жозеф Мартов
- Художник: Володимир Каплуновський
- Директор: Яків Свєтозаров